# Heartthrob (pel·lícula)
Heartthrob és un thriller estatunidenc de 2017, escrit i dirigit per Chris Sivertson.

## Trama
Poc després de graduar-se a l'institut, Henry, un jove tímid, coneix a Samantha, que pateix una mala reputació a causa dels rumors que corren de que ha tingut relacions amb molts nois. Quan es troben per primera vegada discuteixen a causa dels prejudicis que tenen un de l'altre, però més tard Henry es disculpa i quan Samantha surt de treballar li ofereix sortir a passejar. Ell s'enamora obsessivament d'ella, però al descobrir les relacions passades de Samantha, mata a un dels seus antics amants.
Henry és acceptat a MIT, la universitat que vol que vagi la seva mare, però s'hi desapunta per quedar-se amb Samantha, que ha estat advertida sobre el seu comportament obsessiu i que trenca amb ell perquè torni a apuntar-se a MIT. Henry està segur que la seva mare ha parlat amb Samantha. Posteriorment, mata a un amic proper de Samantha, Dustin, i convida a Samantha a un sopar a casa seva, dient-li que al final s'ha apuntat al MIT. Mentre mengen i ell se'n va un moment, Samantha puja al pis de dalt i al dormitori, descobreix que la mare d'Henry es troba lligada a una cadira. Henry treu un ganivet, s'ofereix per tallar el drap que lliga els braços de la seva mare a la cadira i reconeix que ha assassinat a Dustin. Un cop alliberada, la mare aconsegueix escapar i Samantha es queda sola amb Henry. Aquest, suplica a Samantha perquè marxin junts, però ella ho rebutja i Henry es suïcida clavant-se el ganviet al pit. Dies després de la seva mort, Samantha llegeix un escrit seu per correu electrònic que havia escrit abans del sopar amb ella. Al final, ella explica que llegint l'escrit descobreix que ningú l'havia estimat tant com ell, malgrat ser un psicòpata amb els demés i un obsessiu.

## Repartiment
- Aubrey Peeples com a Sam Maddox
- Keir Gilchrist com a Henry Sinclair
- Peter Facinelli com a Mr. Rickett
- Jimmy Bennett com a Dustin
- Taylor Dearden com a Cleo
- Ione Skye com a Jody
- Felicity Price com a Colette
- Tristan Decker com a Bailey
- Connor Muhl com a Flynn
- Rebecca Huey com a Tina
- Caroline Huey com a Tasha
- Daniel Nsengimana com a Josh
- Austin Kulman com a Brendan
- Reza Leal-Smartt com a Audrey Bellwether
- Ian Bond com a Danny
- Echo Bull com a Mrs. Tachuk
- Lowell Deo com a Mr. Tachuk
- Aaron Ross com a DJ
- Nazlah Black com a Rhoda
- Skyler Verity com a Guitar Dude
- Thom Delahunt com a Diner Patron
- Giovanni V. Giusti com a Firekeeper

## Producció
Es va filmar a Tacoma, Washington.

## Estrena i disponibilitat
La pel·lícula va tenir un estrena limitada als Estats Units, el 27 de juny de 2017, i s'ha emès per Netflix.